# کات‌ویک ان‌دن رین
کات‌ویک ان‌دن رین (به هلندی: Katwijk aan den Rijn) یک روستا در هلند است که در کات‌ویک واقع شده‌است. کات‌ویک ان‌دن رین ۶٬۰۲۰ نفر جمعیت دارد.